# BNP Paribas Showdown for the Billie Jean King Cup 2009
BNP Paribas Showdown for the Billie Jean King Cup - выставочный теннисный турнир в Нью-Йорке, США. Проводится в рамках программы популяризации тенниса в этой стране.
Турнир проводился 2 марта в Мэдисон-Сквер-Гарден.

## Участники
|    | Страна | Игрок          |
| 1. | США    | Серена Уильямс |
| 2. | Сербия | Елена Янкович  |
| 3. | США    | Венус Уильямс  |
| 4. | Сербия | Ана Иванович   |

## Матчи
|  | Полуфиналы | Полуфиналы     | Полуфиналы     | Полуфиналы     | Полуфиналы     | Полуфиналы     | Полуфиналы     | Полуфиналы     | Полуфиналы     | Полуфиналы |   |               | Финал         | Финал          | Финал          | Финал          | Финал          | Финал          | Финал          | Финал          | Финал | Финал |
|  |            |                |                |                |                |                |                |                |                |            |   |               |               |                |                |                |                |                |                |                |       |       |
|  | 3          | Венус Уильямс  | Венус Уильямс  | Венус Уильямс  | Венус Уильямс  | Венус Уильямс  | Венус Уильямс  | Венус Уильямс  | Венус Уильямс  | 6          |   |               |               |                |                |                |                |                |                |                |       |       |
|  | 3          | Венус Уильямс  | Венус Уильямс  | Венус Уильямс  | Венус Уильямс  | Венус Уильямс  | Венус Уильямс  | Венус Уильямс  | Венус Уильямс  | 6          |   |               |               |                |                |                |                |                |                |                |       |       |
|  | 2          | Елена Янкович  | Елена Янкович  | Елена Янкович  | Елена Янкович  | Елена Янкович  | Елена Янкович  | Елена Янкович  | Елена Янкович  | 4          |   |               |               |                |                |                |                |                |                |                |       |       |
|  |            |                |                |                |                |                |                |                |                |            | 3 | Венус Уильямс | Венус Уильямс | Венус Уильямс  | Венус Уильямс  | Венус Уильямс  | Венус Уильямс  | Венус Уильямс  | 4              | 3              |       |       |
|  |            |                |                |                |                |                |                |                |                |            | 3 | Венус Уильямс | Венус Уильямс | Венус Уильямс  | Венус Уильямс  | Венус Уильямс  | Венус Уильямс  | Венус Уильямс  | 4              | 3              |       |       |
|  |            |                |                |                |                |                |                |                |                |            |   |               | 1             | Серена Уильямс | Серена Уильямс | Серена Уильямс | Серена Уильямс | Серена Уильямс | Серена Уильямс | Серена Уильямс | 6     | 6     |
|  | 4          | Ана Иванович   | Ана Иванович   | Ана Иванович   | Ана Иванович   | Ана Иванович   | Ана Иванович   | Ана Иванович   | Ана Иванович   | 3          |   |               | 1             | Серена Уильямс | Серена Уильямс | Серена Уильямс | Серена Уильямс | Серена Уильямс | Серена Уильямс | Серена Уильямс | 6     | 6     |
|  | 4          | Ана Иванович   | Ана Иванович   | Ана Иванович   | Ана Иванович   | Ана Иванович   | Ана Иванович   | Ана Иванович   | Ана Иванович   | 3          |   |               |               |                |                |                |                |                |                |                |       |       |
|  | 1          | Серена Уильямс | Серена Уильямс | Серена Уильямс | Серена Уильямс | Серена Уильямс | Серена Уильямс | Серена Уильямс | Серена Уильямс | 6          |   |               |               |                |                |                |                |                |                |                |       |       |
|  | 1          | Серена Уильямс | Серена Уильямс | Серена Уильямс | Серена Уильямс | Серена Уильямс | Серена Уильямс | Серена Уильямс | Серена Уильямс | 6          |   |               |               |                |                |                |                |                |                |                |       |       |
|  |            |                |                |                |                |                |                |                |                |            |   |               |               |                |                |                |                |                |                |                |       |       |